# Essouk

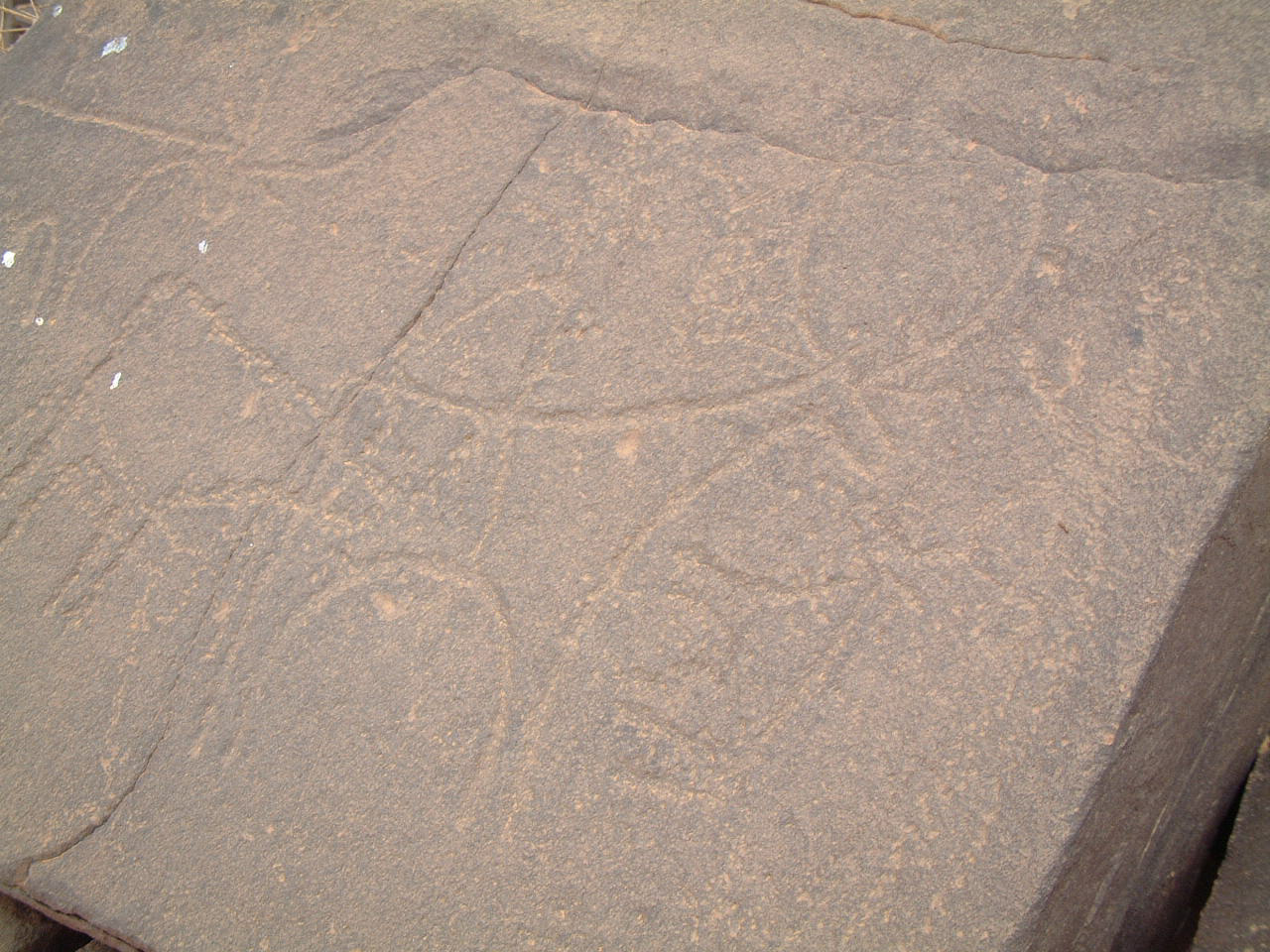
Essouk (Mali), gravure rupestre datée de -6000

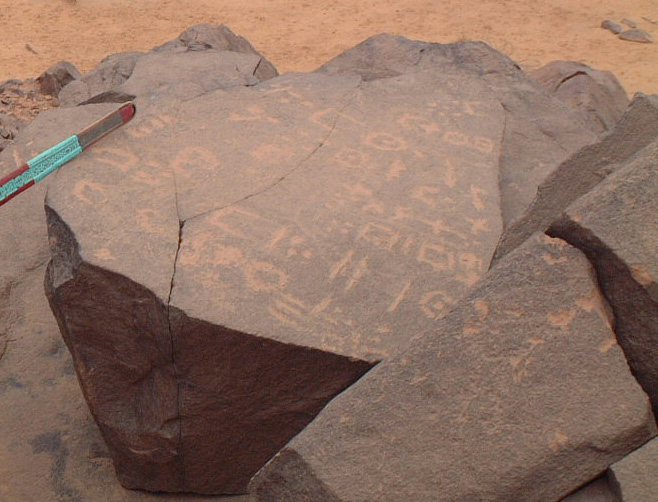
Texte en écriture tifinagh, site des gravures rupestres d'Intédeni près d'Essouk au Mali.

Essouk est une localité et une commune rurale malienne, chef-lieu d'arrondissement dans le cercle de Kidal et la région de Kidal.
À Essouk se trouve un important site de gravures rupestres, daté de 6000 av. J.-C.

## Histoire[1]
L’ancienne capitale de l’Adagh, Tadmekka (« c'est elle, La Mecque ») appelée aussi Essouk (« le marché »), est l'une des plus anciennes et des plus importantes villes du commerce transsaharien en Afrique de l'Ouest
Dans cette cité caravanière de l’époque médiévale, prospère entre le IXe  et le XIIe siècle, arrivèrent par vagues successives les Berbères qui ont constitué le fond du peuplement : groupes Lemta et Houara suivis par d’autres, comme les « pasteurs hamites », les Kel Tadmekkat, et ceux venus plus tard d'Oualata ou du Maroc. Dans ce creuset d’Essouk s’est cristallisée et s'est développée la culture touareg avant d’essaimer à l’intérieur du Mali et dans les contrées voisines du Niger et de l’Algérie.[réf. nécessaire]
L'Adagh, aux portes d'Essouk abrite de nombreux sites historiques de la préhistoire (Paléolithique et Néolithique), de l’Antiquité, du Moyen Âge, de la Renaissance et enfin des temps modernes. Des outils préhistoriques, gravures et peintures rupestres, écriture lybico-berbère (tifinagh), ossements humains fossiles (homme d'Asselar) etc. ont été mis au jour.
Essouk est aussi l’une des premières portes d’entrée de l’islam en Afrique.[réf. nécessaire]
La tradition orale veut que Bouctou, la fondatrice de Tombouctou, soit originaire d'Essouk.

## Villages
La commune s'étend sur 14 localités relevées lors du recensement général de 2009. 
Les villages les plus peuplés sont :
- Essouk (580 habitants) ;
- Kel Ahilwat (571 habitants) ;
- Taghat Mallet (511 habitants).

## Culture
Les Nuits sahariennes d'Essouk (Festival d'Essouk) ont lieu tous les ans, dans la première quinzaine de janvier.

## La commune rurale d'Essouk
La commune rurale d'Essouk comprend Tanezruft, Dehedj, Djarhen, Tinazraf, In Tashdayt, Shadjam.

## Politique
| Année | Maire élu       | Parti politique |
| ----- | --------------- | --------------- |
| 2004  | Mahmoud Ag Ebeg | RPM             |
| 2009  |                 |                 |